# Mateusz Baron
Mateusz Baron, pseudonim Bubu (ur. 17 marca 1989 w Bytomiu) – polski strongman.
Jeden z najlepszych polskich siłaczy. Drugi Wicemistrz Europy Strongman 2009. Mistrz Świata Siłaczy Niezawodowych 2011.

## Życiorys

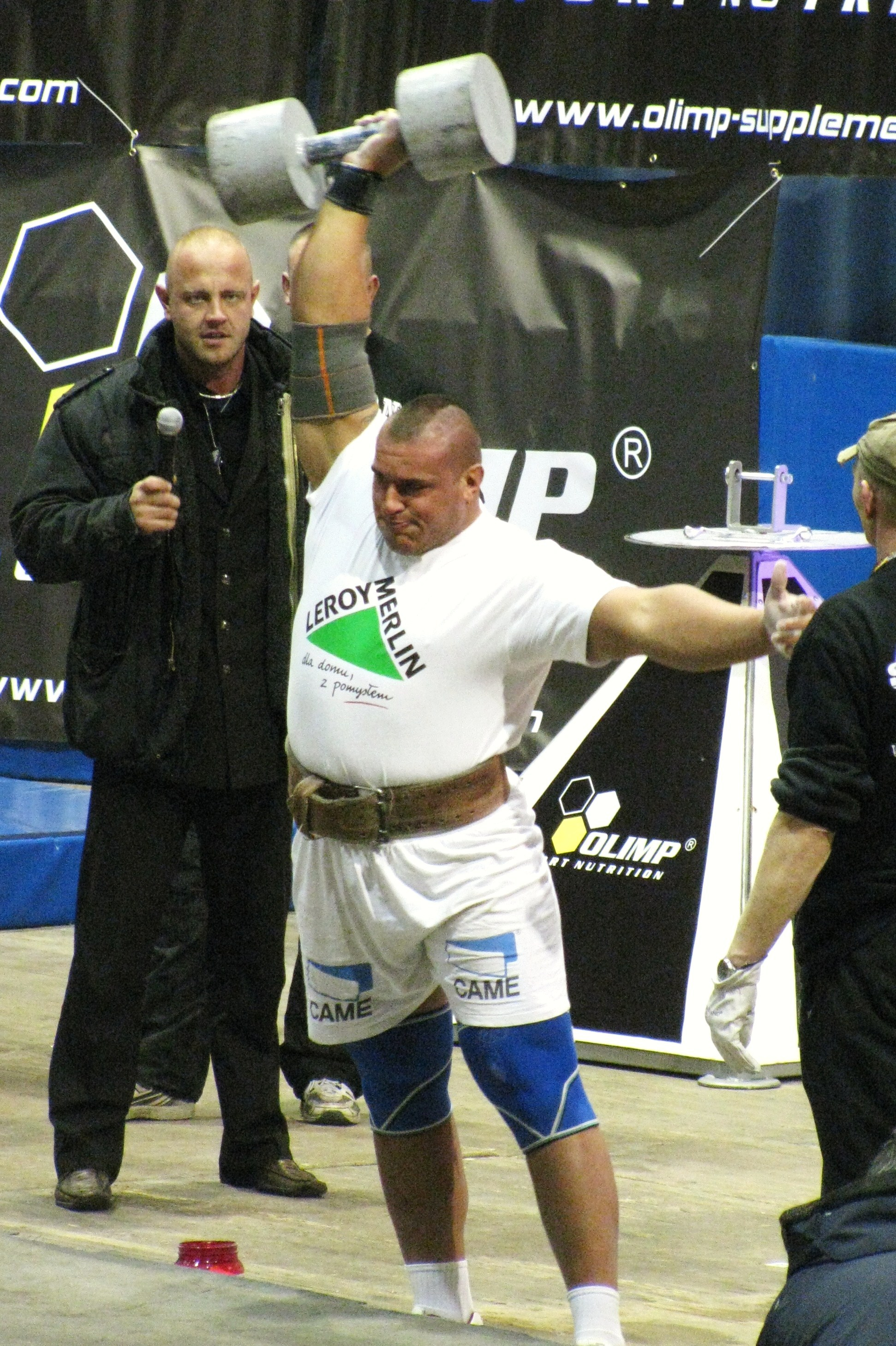
Mateusz Baron, 2010

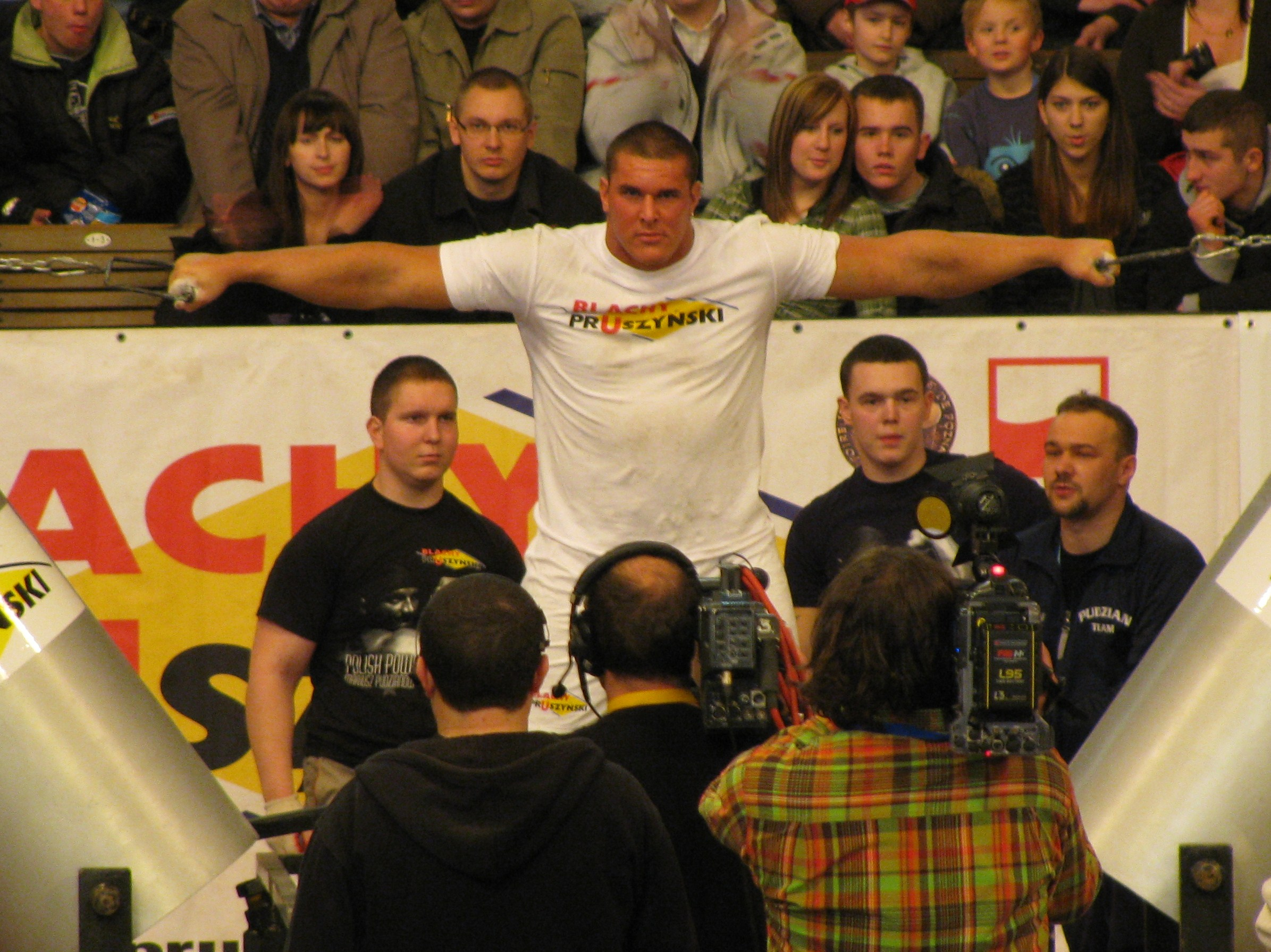
Mateusz Baron w konkurencji Uchwyt Herkulesa, 28 lutego 2009

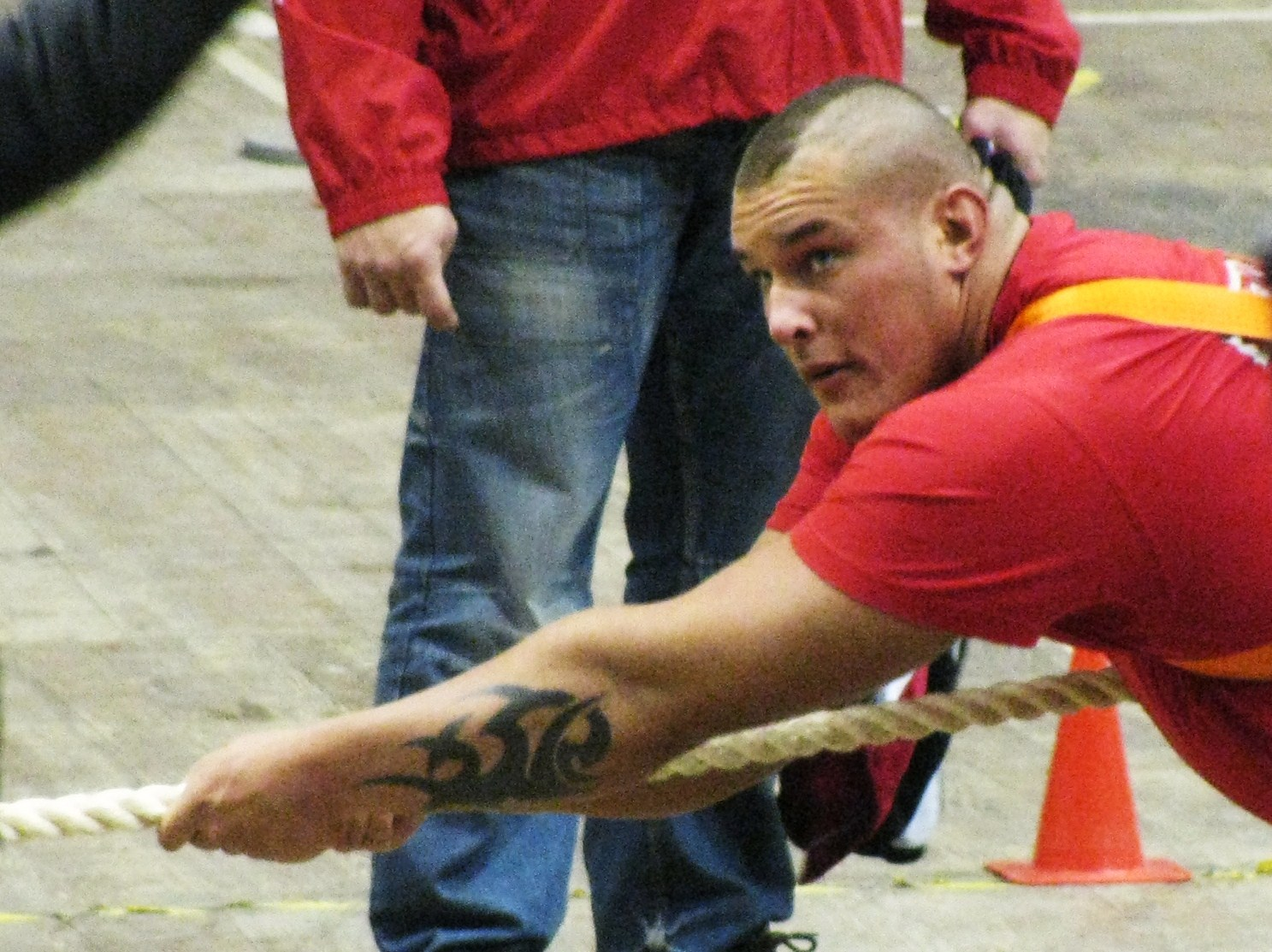
Mateusz Baron w konkurencji Przeciąganie TIR-a, 6 marca 2010

Mateusz Baron zadebiutował jako siłacz w 2006. W eliminacjach do Pucharu Polski Strongman 2008 zajął pierwsze miejsce (ex aequo z Witoldem Wolnowskim). Jest obecnie najlepszym z najmłodszych polskich siłaczy.
Nie wziął udziału w Mistrzostwach Polski Strongman 2009, rozgrywanych w Trzebiatowie, z powodu kontuzji której doznał przed zawodami.

### Mistrzostwa Europy Strongman
Klasyfikacja w indywidualnych Mistrzostwach Europy Strongman:
| Rok     | 2009 |
| ------- | ---- |
| Pozycja |      |

### Mistrzostwa Świata Strongman
Mateusz Baron uczestniczył dotychczas jeden raz w indywidualnych mistrzostwach świata. Wygrał drugie Mistrzostwa Świata Siłaczy Niezawodowych (rozgrywane w Columbus (USA) - dla zawodników, którzy nie brali wcześniej udziału w głównych mistrzostwach siłaczy.
Mieszka w Bytomiu. Pracuje w ochronie.
Wymiary:
- wzrost 185 cm
- waga 137 kg
- biceps 55 cm
- klatka piersiowa 140 cm

Rekordy życiowe:
- przysiad 353 kg
- wyciskanie 230 kg
- martwy ciąg 445 kg

## Osiągnięcia strongman
- 2008
  - 8. miejsce - Finał Pucharu Polski Strongman 2008, Kołobrzeg
  - 6. miejsce - Mistrzostwa Polski Strongman 2008, Częstochowa
- 2009
  - 5. miejsce - Piąty Pojedynek Gigantów, Łódź
  - 3. miejsce - Mistrzostwa Europy Strongman 2009, Bartoszyce
  - 3. miejsce - Mistrzostwa Polski Strongman w Parach 2009 (z Rafałem Kobylarzem), Krotoszyn
- 2010
  - 6. miejsce - Halowy Puchar Polski Strongman 2010, Gdańsk
- 2011
  - 1. miejsce - Mistrzostwa Świata Siłaczy Niezawodowych 2011,
  - 3 na eliminacjach w Polsce, MS Strongman 2011 eliminacje do finału w których się nie załapał - 2011 World's Strongest Man, USA[4][5]
  - 1. miejsce - Zawody Strongman, Świerklaniec